# KS Bystrzyca Kąty Wrocławskie
 Bystrzyca Kąty Wrocławskie – polski klub piłkarski z siedzibą w Kątach Wrocławskich, założony w 1946 roku. Pierwsza drużyna występowała w klasie okręgowej (grupa wrocławska). Zespół z Kątów Wrocławskich został wycofany z ligi okręgowej po sezonie 2017/2018. Nie gra w żadnej lidze.
Początki futbolu w mieście Kąty Wrocławskie sięgają 1946 roku. Wtedy to powstał zespół OM „TUR”, czyli Organizacja Młodzieży Towarzystwa Uniwersytetów Robotniczych. Warto wspomnieć, że podobna organizacja założyła Zagłębie Lubin. Kolejne wcielenia piłki nożnej w mieście nad Bystrzycą to „ZWIĄZKOWIEC”, „SPÓJNIA” i wreszcie „BYSTRZYCA” Kąty Wrocławskie. Liga Okręgowa to najwyższy poziom, na jaki przez lata stać było klub z Kątów Wrocławskich. W lecie 2004 roku Inkopax Wrocław połączył się z zespołem Bystrzycy Kąty Wrocławskie. Drużyna zmieniła nazwę na Motobi Inkopax Kąty Wrocławskie i przystąpiła do silnie obsadzonej trzeciej ligi. Kąteckie Lwy grały na tym etapie zaledwie przez sezon 2004/2005. Od 2005 roku klub nosił nazwę Motobi Bystrzyca Kąty Wrocławskie. W 2012 roku wycofał się sponsor tytularny i z nazwy klubu został usunięty człon "Motobi".

## Informacje ogólne
- Pełna nazwa: Klub Sportowy Bystrzyca Kąty Wrocławskie
- Przydomek: Kąteckie Lwy
- Rok założenia: 1946
- Barwy klubowe: biało-czerwone
- Adres: ul. Zwycięstwa 23, 55-080 Kąty Wrocławskie
- Stadion: Stadion Miejski w Kątach Wrocławskich

pojemność: 1.000 (w tym 860 miejsc siedzących)
oświetlenie: 800 lux
- Prezes: Maksymilian Krej (od maja 2014)
- Trener: Marcin Foltyn (od stycznia 2012)

## Sukcesy
III liga piłki nożnej (2004/2005, 2008/2009, 2009/2010)
Zdobycie Pucharu Polski na szczeblu województwa dolnośląskiego (2008/2009)

## Byli zawodnicy
Barwy klubu reprezentowali zawodnicy znani z występów w wyższych klasach rozgrywkowych, nawet i w ekstraklasie, m.in.: Piotr Jawny (Śląsk Wrocław, Arka Gdynia), Adam Samiec (Śląsk Wrocław), Ireneusz Kowalski( Śląsk Wrocław,Zagłębie Lubin, Legia Warszawa, ŁKS Łódź, Polonia Bytom, Odra Wodzisław), Marek Kowalczyk (Śląsk Wrocław, Polar Wrocław), Marcin Foltyn (Polar Wrocław), Arkadiusz Półchłopek (MKS Kluczbork), Tomasz Kosztowniak (Śląsk Wrocław), Tomasz Nakielski (Polar Wrocław, Korona Kielce) i Adam Mostowski (Zagłębie Lubin).